# San Giovanni Gemini
San Giovanni Gemini es una comuna siciliana, en la provincia de Agrigento.

## Evolución demográfica
| Gráfica de evolución demográfica de San Giovanni Gemini entre 1861 y 2001 |
|                                                                           |
| Fuente ISTAT - elaboración gráfica de Wikipedia                           |

- Datos: Q432669
- Multimedia: San Giovanni Gemini / Q432669

1. ↑  Worldpostalcodes.org, código postal n.º 92020.
2. ↑  «Codici Catastali». Comuni-italiani.it (en italiano). Consultado el 29 de abril de 2017.